# Аляб'єв Анатолій Якович
Анато́лій Я́кович Аля́б'єв (* 8 листопада 1929, Кам'янець-Подільський — † 25 листопада 1990, Київ) — український інженер, учений у галузі літакобудування. Доктор технічних наук (1972), професор (1972).

## Біографічні відомості
Народився 8 листопада 1929 року в місті Кам'янець-Подільськ (нині Кам'янець-Подільський Хмельницької області). 1953 року закінчив механічний факультет Київського інституту цивільного повітряного флоту (нині Національний авіаційний університет). У 1953—1954 роках працював на виробництві.
Від 1954 року викладав у рідному навчальному закладі (від 1965 року відомому як Київський інститут інженерів цивільної авіації, а нині як Національний авіаційний університет). Спочатку був асистентом, від 1958 року — старшим викладачем, від 1961 року — доцентом, а далі професором. У навчальному закладі виконував значну адміністративну роботу: в 1957—1960 роках був заступником декана, а в 1960—1964 роках — деканом механічного факультету, у 1964—1975 роках — проректором із наукової роботи.
Професор Аляб'єв був організатором і першим завідувачем кафедри «Технологічне обладнання аеропортів», відкритої 1970 року. У 1975—1990 роках очолював кафедру «Технології виробництва та ремонту літальних апаратів та авіаційних двигунів».
За досягнення в підготовці кадрів для народного господарства та цивільної авіації був нагороджений орденом Трудового Червоного Прапора.
Досліджував технологію поліпшення якості з'єднуваних поверхонь авіаційних деталей. Вивчав фретінг-корозію, тобто корозію, пов'язану з окисненням поверхні.

## Праці
- Исследование температуры в зоне развития фреттинг-коррозии. — К., 1970.
- Электронно-микроскопическое исследование фреттинг-коррозии. — К., 1970.
- Энергетический анализ фреттинг-коррозии. — К., 1970.
- Влияние газовых сред на фреттинг-коррозию металлов. — К., 1971.
- Фреттинг-коррозия металлов. — К., 1974.
- Трение, изнашивание и смазка: Справочник. — К., 1978 (у співавторстві).
- Ремонт летательных аппаратов: Учебник для вузов гражданской авиации. — К., 1984 (у співавторстві; під загальною редакцією члена-кореспондента АН УРСР Миколи Голего).